# Entratico
Entratico ist eine italienische Gemeinde (comune) in der Provinz Bergamo in der Region Lombardei mit 1980 Einwohnern (Stand 31. Dezember 2023).

## Geographie

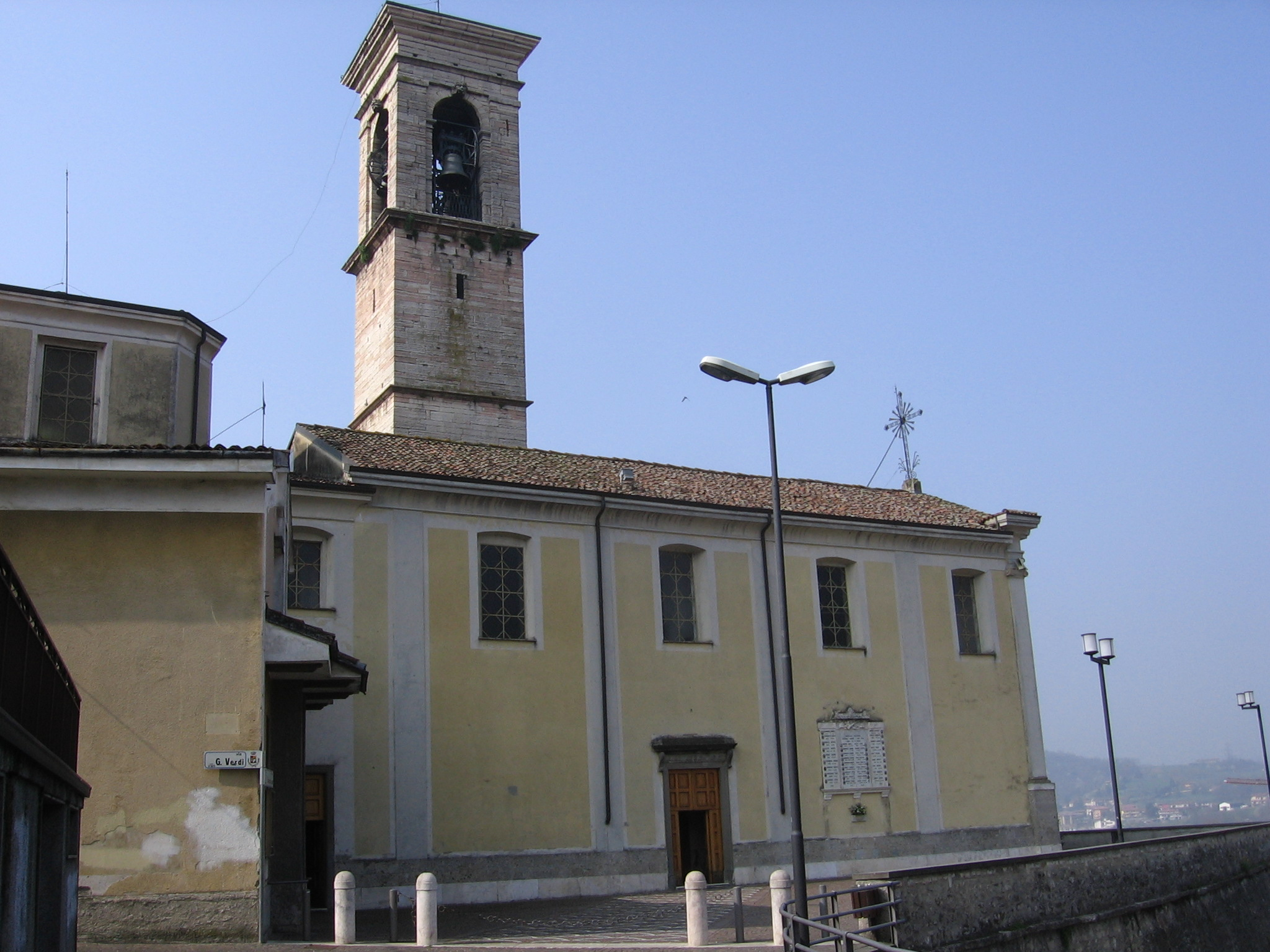
Pfarrkirche San Martino

Entratico liegt 15 km östlich der Provinzhauptstadt Bergamo und 60 km nordöstlich der Metropole Mailand.
Die Nachbargemeinden sind Berzo San Fermo, Borgo di Terzo, Foresto Sparso, Luzzana, Trescore Balneario und Zandobbio.

## Sehenswürdigkeiten
- Buca del corno, etwa 400 m lange Höhle, touristisch erschlossen
- mittelalterlicher Dorfkern mit Resten einer kleinen Burg.
- Pfarrkirche San Martino, 16. Jahrhundert, auf Resten eines älteren Vorgängerbaus
- Das Heiligtum der Verkündigung, zweite Hälfte des 16. Jahrhunderts

## Söhne und Töchter
- Carlo Mazza (* 1942), römisch-katholischer Geistlicher, emeritierter Bischof von Fidenza